# Partitidning
En partitidning, eller ett partiorgan, är en tidning som ägs eller har anknytning till ett politiskt parti eller en politisk organisation. Partitidningar brukar rikta sig till partiets egna medlemmar och dess sympatisörer.
Även dagstidningar kan ha mer eller mindre klara kopplingar till politiska partier. En dagstidnings ledarsida är den plats i tidningen som i sådana fall används för att förespråka partiets politik och perspektiv.

## Svenska partitidningar i urval
Centerpartiet
- Tidningen C
- Ung Center - Centerns ungdomsförbund

Liberalerna
- Tidningen NU
- Liebling - Liberala ungdomsförbundet

Kristdemokraterna
- Kristdemokraten (upphörde 2015)
- Poletik (upphörde 2016)
- Ny Framtid - Kristdemokratiska ungdomsförbundet

Miljöpartiet
- Grönt
- Nisse Hult - Grön Ungdom (upphörde 2010)

Moderaterna
- Medborgaren
- Blått - Moderata ungdomsförbundet
- Svensk Linje - Fria moderata studentförbundet

Socialdemokraterna
- Aktuellt i Politiken
- Frihet - Sveriges socialdemokratiska ungdomsförbund (från 2017 utges Frihet ej som tidning, utan har omvandlats till en medieplattform)
- Tvärdrag  - Sveriges socialdemokratiska ungdomsförbund
- Libertas - Socialdemokratiska studentförbundet
- Tidningen Broderskap - Sveriges kristna socialdemokraters förbund

Sverigedemokraterna
- SD-Kuriren
- Samtiden

Vänsterpartiet
- Rött
- Röd Press - Ung Vänster
- Rak Vänster - Ung Vänster